# Хард-зельцер
Хард-зе́льцер (англ. hard seltzer, дословно — «крепкая сельтерская вода») — алкогольный напиток, содержащий газированную воду (сельтерскую), алкоголь (из солода или сахара) и ароматизаторы, обычно фруктовые.
Напиток был представлен в США в 2013 году как низкокалорийная альтернатива традиционным приторным коктейлям и другим слабоалкогольным напиткам, таким как пиво и вино. Хард-зельцер позиционируется производителями как лёгкий алкогольный напиток, который предпочитает современное поколение молодых людей, следящих за своим здоровьем. Алкоголь по объёму составляет около 5 %.
В 2019 году хард-зельтеры заняли 2,6 % рынка алкогольных напитков в США.

## История
Первым широко доступным коммерческим примером стиля был бренд Two Dogs, который варился с 1993 года в Австралии и, как утверждали многие, был «первым в мире сваренным алкогольным лимонадом» (несмотря на существование традиционных напитков, таких как «сима»), проложив путь для подобных коммерческих продуктов, таких как Hooper’s Hooch и Mike’s Hard Lemonade (известных как «алкопоп» в Великобритании и «мальтернатива» в Америке).
Ник Шилдс разработал брендинг и стиль напитка вместе с компанией Spiked Seltzer в Уэстпорте, Коннектикут, сварив первые коммерческие партии в ноябре 2013 года. Популярность категории возросла примерно в 2018—2019 годах в США. По состоянию на 2019 год в США самым популярным брендом является White Claw. Ожидается, что к 2021 году продажи хард-зельцера в США составят $2,5 млрд. Аналитики связывают успех White Claw и привлекательность хард-зельцеров в целом с ростом спроса со стороны потребителей, заботящихся о здоровье. Рост популярности хард-зельцеров в категории пива можно также рассматривать как отражение более широкого всплеска популярности безалкогольных ароматизированных напитков, о котором свидетельствует внезапная и массовая популярность таких брендов, как LaCroix и Spindrift. На фоне этой популярности бренды хард-зельцеров появились во многих странах за пределами США, в том числе в Канаде, Австрали, Великобритании и России. Интерес к производству хард-зельцера проявляют крупнейшие мировые бренды, такие как Coca-Cola.
Тульский производитель хард-зельцера Salden’s так описывает процесс производства их марки: «Мы варим обычный лагер, пропускаем его через фильтр, убирая всё, что в нём есть — вкус, цвет, оставляя тело напитка, а после этого уже добавляем натуральные ароматизаторы».